# Charles Kenny
Charles James Kenny (* 1970) ist ein US-amerikanischer Ökonom. Er arbeitet am Center for Global Development (CGD) und bei der New America Foundation.

## Leben
Kenny studierte Geschichtswissenschaft am Peterhouse (B.A., 1993), danach Entwicklungsforschung an der School of Oriental and African Studies (M.A., 1994) und Internationale Wirtschaft an der Paul H. Nitze School of Advanced International Studies (M.A., 1995). Von 1996 bis 2010 arbeitete er in verschiedenen Abteilungen der Weltbank. Seit 2010 arbeitet er am CGD und bei der New America Foundation.
Kenny hat umfangreich publiziert zu den Millenniumszielen, dem Zusammenhang zwischen Wirtschaftswachstum, Entwicklungsforschung, Gesundheit und Glück, dem Ende der Bevölkerungsfalle, der Rolle von Informationstechnologien bei der Entwicklung und die Digitale Kluft, sowie Korruption.
Daneben hat er mehrere Bücher geschrieben oder mitherausgegeben. Besondere Beachtung fand sein 2011 erschienenes Buch Getting Better.
Kenny ist Redakteur bei Foreign Policy und hat viele Beiträge für Zeitungen und Zeitschriften verfasst.

## Veröffentlichungen (Auswahl)
- Getting Better: Why Global Development Is Succeeding-And How We Can Improve the World Even More. Basic Books, 2011. ISBN 0-465-02015-1.
- Life, Liberty and the Pursuit of Utility: Happiness in Philosophical and Economic Thought (Hrsg. mit A. Kenny). Imprint Academic, 2006. ISBN 1-84540-052-6.
- Overselling the Web? Development and the Internet. Lynne Rienner Publishers, 2006. ISBN 1-58826-458-0.